# Louis Mercier (photographe)
Pour les articles homonymes, voir Louis Mercier et Mercier.
Louis Mercier est un éditeur et photographe français spécialisé dans la reproduction photographique d'œuvres d'art, né le 2 juillet 1866 à Angers et mort à Suresnes le 26 mars 1928.

## Biographie
Fils d'un commerçant en quincaillerie d'Angers, Louis Mercier obtient son baccalauréat, travaille un temps avec son père puis s'installe à Paris. Il est exempté du service militaire en 1886 pour cause de constitution fragile. Il s'intéresse à la photographie qui est un secteur prometteur en pleine expansion à Paris. On trouve ses premières traces d'activité comme photographe à son compte vers la fin des années 1880. Il rachète les fonds de concurrents comme Jean Dumeteau (1838-1916) et Charles-Louis Michelez, à la mort de ce dernier en 1894, ainsi qu'Edmond Forterre et G. Moretti qui lui cèdent aussi leur atelier au 27 rue de Ponthieu au sixième étage. Mercier se spécialise dans le reproduction photographique des œuvres d'art, peintures et sculptures, qu'il publie en albums qui se vendent très bien à cette époque. Il utilise les reproductions qu'il réalise lui même ainsi que d'autres clichés qu'il achète à des confrères.

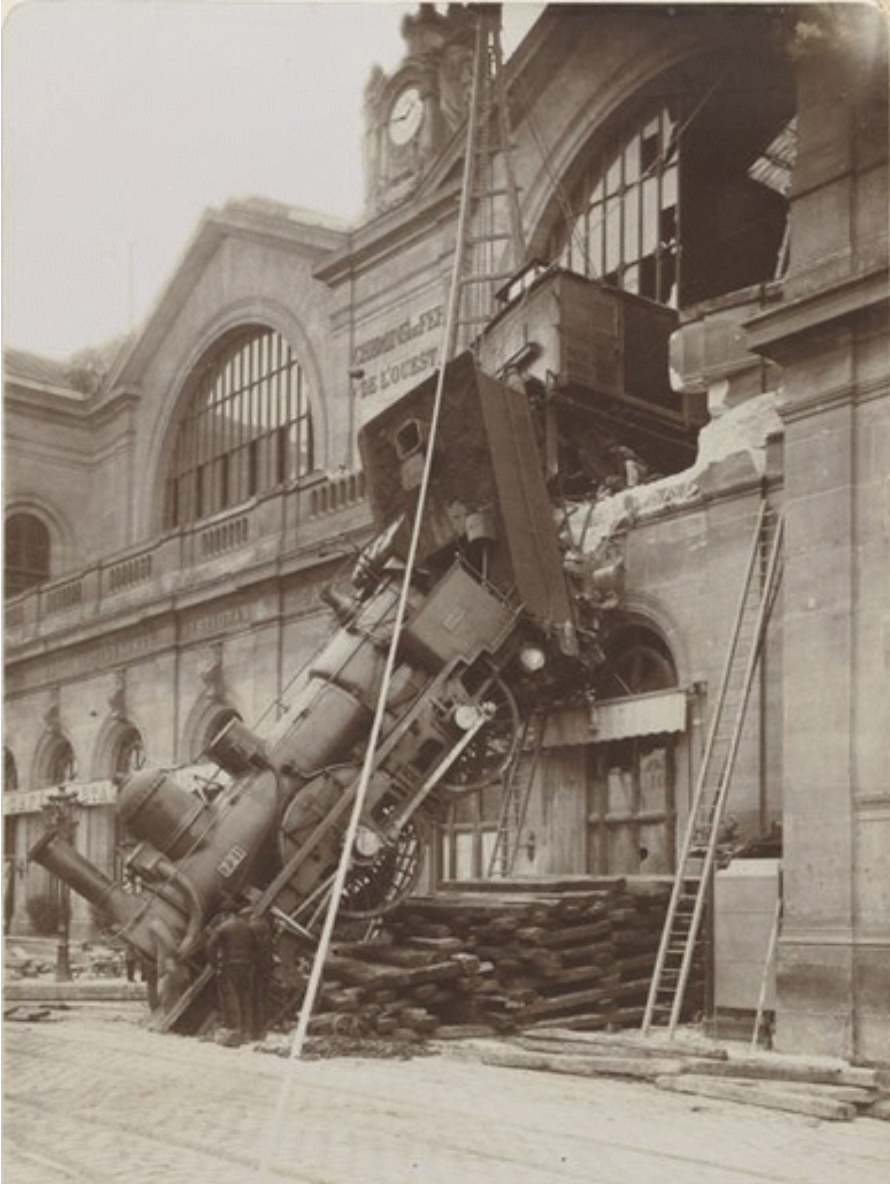
Accident gare de l’Ouest, 1895

En 1889, à  l’occasion de l’exposition universelle à Paris, il photographie la tour Eiffel, le Champ-de-Mars et les différents pavillons. Pour ces photographies, il obtient une médaille d’honneur. À partir de 1896, il s'intitule « photographe de l'État aux Salons annuels » et en réalise les albums chaque année jusqu'en 1901. Grâce à la rentabilité de son activité, Mercier agrandit son atelier, louant les étages inférieurs puis en 1911, il s'étend à une adresse proche au 18, rue du Colisée. En 1907, il se voit décerner les Palmes  académiques par le ministère de l’Instruction publique, en 1908 il obtient le grade d'officier.
En 1914, en pleine prospérité, il vend les négatifs de ses photographies et ses droits de reproduction au marchand  d’image Laurent Olliver, rue  de Seine, c'est là que Jean-Victor Fischer et Hélène Roger s’installent en 1938 pour fonder la maison de documentation générale photographique Roger-Viollet qui récupère ainsi le fonds Mercier, soit plus de 30 000 négatifs. Louis Mercier a alors 48 ans, il s'installe dans sa villa de Cabourg.
Revenu par la suite en région parisienne, il meurt à Suresnes le 26 mars 1928.

## Distinctions
- Officier d'académie

## Quelques photographies remarquables

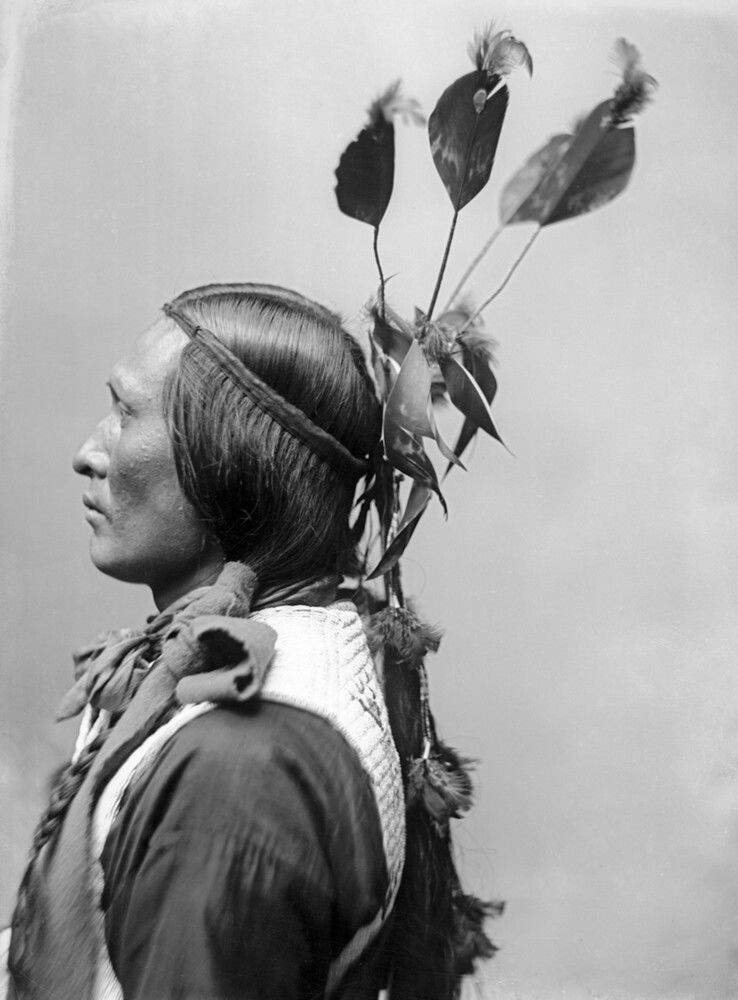
Portrait de Sioux, 1905.

- En 1895, Mercier est l'auteur[6] de l’un des clichés de l'accident ferroviaire de la gare Montparnasse, dont un tirage est conservé au musée d'Orsay[7]. Il existe plusieurs versions de cet événement photographié sous le même angle mais à des moments différents, la locomotive étant restée plusieurs jours sur place. L’agence Roger-Viollet possède un négatif attribué aux frères Neurdein[8], et un tirage conservé au Musée Carnavalet est attribué à Albert Brichaut[9].
- En 1905, Mercier réalise un reportage sur la venue à Paris du Buffalo Bill’s Wild West Show. Il produit à cette occasion des portraits de Sioux très remarqués.

## Publications
- Albums photographiques des œuvres d'art achetées par l'État, principalement aux Salons à Paris, Louis Mercier est le photographe pour les années 1896 à 1900. [voir en ligne]  sur le site des Archives nationales.